# Raimund Friedrich Kaindl

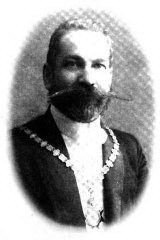
Raimund Friedrich Kaindl

Raimund Friedrich Kaindl (* 31. August 1866 in Czernowitz; † 14. März 1930 in Graz) war ein altösterreichischer Historiker und Ethnologe. Er befasste sich mit der Geschichte der Deutschen in Ostmitteleuropa, insbesondere in den Karpaten, und prägte den Begriff Karpatendeutsche. Weitere Schwerpunkte seiner Forschungen waren die Geschichte und Ethnologie der Polen, Ruthenen, Huzulen und Tschechen.

## Leben

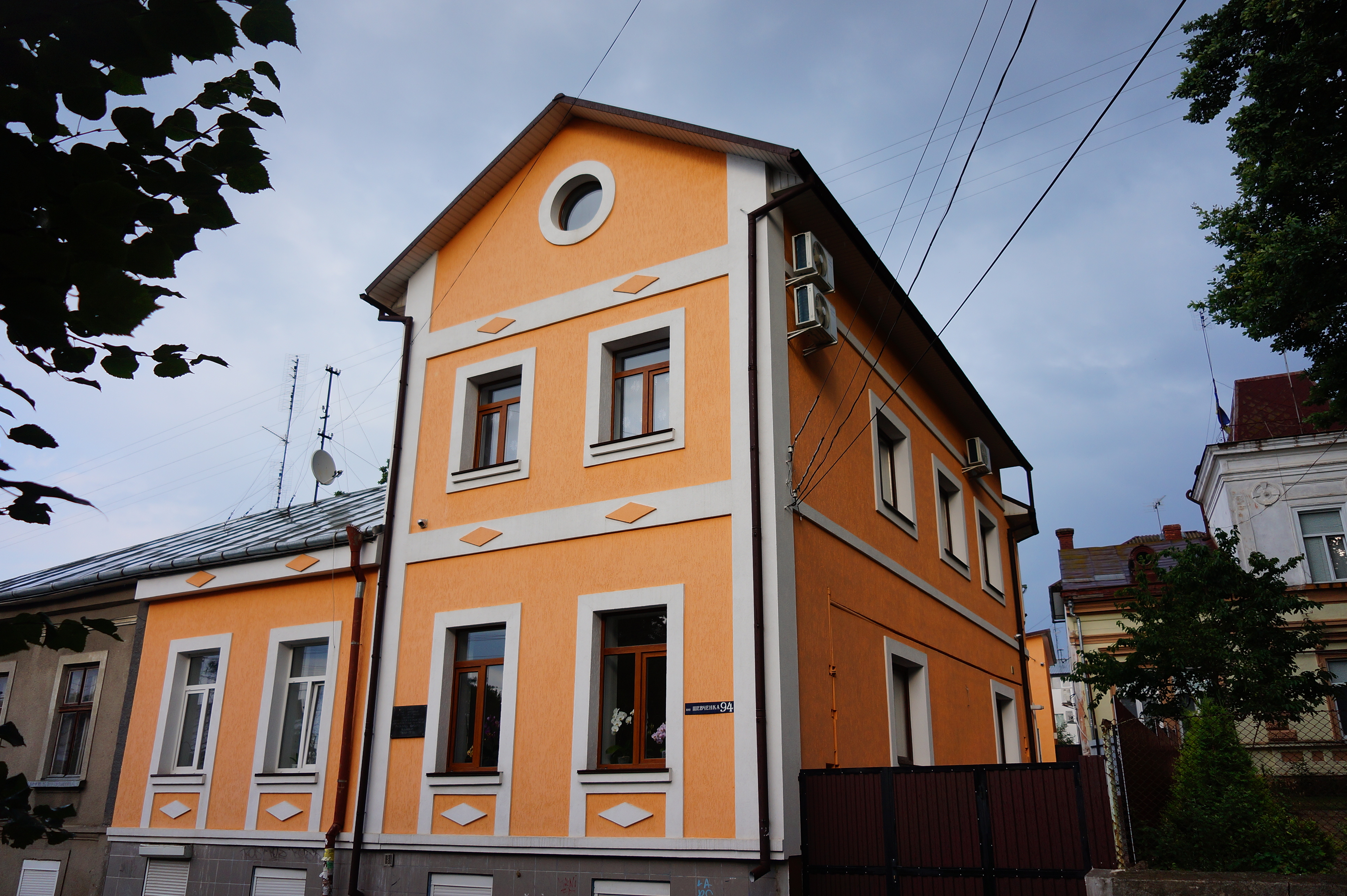
Kaindls Wohnhaus in der Schewtschenka-Straße 94 (früher Novyi Svit bzw. Neugasse 58)

Raimund Friedrich Kaindl wurde in einer karpatendeutschen Familie geboren. Sein Großvater väterlicherseits war vor 1820 aus Niederösterreich, sein Großvater mütterlicherseits, Jacob Winkler, aus Frankfurt am Main in die Bukowina eingewandert. Er berichtet, dass sein Vater als Lehrer arbeitete, daneben eine Mahlmühle und eine Kachelofenfabrik errichtete und Liebhaber von Malerei und Musik war. Er besuchte die Schule in Czernowitz und schrieb sich dort an der 1875 gegründeten Francisco-Josephina-Universität ein, um Geschichte, Geographie und Germanistik zu studieren. Nach seiner bestandenen Lehramtsprüfung und der 1891 abgeschlossenen Dissertation arbeitete er als Lehrer in seiner Heimatstadt und wurde nach seiner Habilitation 1901 an der Universität Czernowitz außerordentlicher und 1905 ordentlicher Professor für österreichische Geschichte. Als kurz nach Beginn des Ersten Weltkrieges russische Truppen Czernowitz besetzten, floh Kaindl nach Wien. Im Jahre 1915 folgte er einem Ruf an die Universität Graz, wo er den Lehrstuhl für österreichische Reichsgeschichte übernahm und bis zu seinem Tod innehatte. 1928 wurde er Ehrenmitglied der Burschenschaft Teutonia Czernowitz.

## Beruf
Bereits während des Studiums veröffentlichte Kaindl 1888 seine Schrift Geschichte der Bukowina. Seine Dissertation trug den Titel Die Geschichte des heiligen Adalbert. Im Jahre 1893 habilitierte er sich mit einer Arbeit über Beiträge zur älteren ungarischen Geschichte an der Universität Czernowitz. Sein wissenschaftliches Interesse bezog sich nicht allein auf rein historische Themen, sondern erstreckte sich auch auf kulturhistorische und ethnologische Aspekte eines Raumes, so dass viele seiner Arbeiten in den Bereich der Ethnologie fallen. Er veröffentlichte dazu 1903 ein Handbuch. Als sein wichtigstes Werk gilt die 1907 bis 1911 erschienene Geschichte der Deutschen in den Karpathenländern. 
Seit dem Beginn des Ersten Weltkrieges waren die meisten Aufsätze und Schriften Kaindls stark von politischen Auseinandersetzungen dieser Zeit geprägt.

## Arbeit für Schutzorganisationen und Politik
Neben seiner wissenschaftlichen Tätigkeit engagierte sich Kaindl seit dem Ende des 19. Jahrhunderts politisch in den Vereinen und Schutzorganisationen der Deutschen im Karpatenraum. So initiierte er Tagungen der Karpatendeutschen und wurde Obmann des Vereins der christlichen Deutschen in der Bukowina. Diese Tätigkeit verstärkte er noch, als seine Heimat mit dem Vertrag von Saint-Germain Rumänien zugesprochen wurde. In seinem 1919 erschienenen Sendschreiben an Deutsche und Nichtdeutsche befasste er sich mit den Gründen für den Zusammenbruch der Habsburgermonarchie. Danach suchte Kaindl nach Möglichkeiten, um ein föderalistisch organisiertes Mitteleuropa zu schaffen, so 1920 in 1848/49–1866–1918/19. Des deutschen Volkes Weg zur Katastrophe und seine Rettung und 1926 in der Deutschen Geschichte in großdeutscher Beleuchtung. Seine Darstellungen führten zu heftigen Auseinandersetzungen in der wissenschaftlichen Kritik und eskalierten auf dem Deutschen Historikertag 1927 in Graz.
Er ist auf dem St.-Leonhard-Friedhof in Graz beigesetzt.

## Posthumes
1951 gründete sich der 'Raimund-Kaindl-Bund'. Von 1974 bis 2003 gab es die Raimund-Friedrich-Kaindl-Gesellschaft e. V.

## Schriften (Auswahl)
- Das Ansiedlungswesen in der Bukowina seit der Besitzergreifung durch Österreich : mit besonderer Berücksichtigung der Ansiedlung der Deutschen. Wagner, Innsbruck 1902 (Digitalisat via EOD oder bei archive.org)
- Die Volkskunde. Ihre Bedeutung, ihre Ziele und ihre Methode. Mit besonderer Berücksichtigung ihres Verhältnisses zu den historischen Wissenschaften. Ein Leitfaden zur Einführung in die Volksforschung. Deuticke, Leipzig 1903 (Digitalisat online)
- Geschichte der Deutschen in den Karpathenländern. Perthes, Gotha 1907–1911 (Allgemeine Staatengeschichte. Abt. 3. Deutsche Landesgeschichten, Werk 8. Band 1–3).
  - Band 1: Geschichte der Deutschen in Galizien bis 1772 (online)
  - Band 2: Geschichte der Deutschen in Ungarn und Siebenbürgen bis 1763; in der Walachei und Moldau bis 1774 (online)
  - Band 3: Geschichte der Deutschen in Galizien, Ungarn, der Bukowina und Rumänien seit etwa 1770 bis zur Gegenwart (online)
- Die Ansiedlung der Deutschen in der Karpathenländern. Schulwissenschaftlicher Verlag Haase, Leipzig/Wien 1917 Digitalisat der Universitätsbibliothek in Bratislava.
- Die Deutschen in den Donauländern und ihren Nachbargebieten. Ein Sendschreiben an Deutsche und Nichtdeutsche. Breer & Thiemann, Hamm 1919 (Frankfurter zeitgemäße Broschüren, [N.F.] 38,8).
- 1848/49–1866–1918/19. Des deutschen Volkes Weg zur Katastrophe und seine Rettung. Drei Masken Verlag, München 1920
- Österreich, Preußen, Deutschland. Deutsche Geschichte in großdeutscher Beleuchtung. Braumüller, Wien/Leipzig 1926
- Der Völkerkampf und Sprachenstreit in Böhmen im Spiegel der zeitgenössischen Quellen. Braumüller, Wien & Leipzig 1927
- Geschichte und Kulturleben Deutschösterreichs. Auf Grundlage der „Geschichte Österreichs“ von Franz Martin Mayer. Braumüller, Wien 1929
- Raimund Friedrich Kaindl. In: Steinberg, Sigfrid Henry (Hrsg.): Die Geschichtswissenschaft der Gegenwart in Selbstdarstellungen. Meiner, Leipzig 1925, S. 171–205